# Kansas City Music Blues & Jazz Festival
Le Kansas City Music Blues & Jazz festival est un festival de blues qui se tient tous les ans à Kansas City (Missouri).
De nombreux artistes de blues locaux ou de toute l'Amérique s'y sont produits, des chanteurs et musiciens de Kansas City blues ainsi que des autres genres de blues.

## Artistes venus au festival

### Édition 2005
- John Lee Hooker, Jr
- Billy Paul
- Chubby Carrier
- Joanna Connor
- Max Groove
- Michael Brown
- The Scamps
- Sons Of Brasil
- Millage Gilbert
- Everette DeVan
- Boulevard Big Band
- Cotton Candy
- Haji Ahkba Assembly
- Camp Harlow
- Okan Ersan
- Valentine's Old School Knights
- Dustin Thomas Band
- James Gilbert
- Lowther & Masters
- Lonesome Hank
- John Paul Drum
- Rich Berry
- Dan Doran
- Mama Ray
- Rain Dogs

### Édition 2006
- Bo Diddley
- Latin Jazz All Stars
- Proto-Kaw
- Moutin Reunion Quartet
- Baby Lee & The KC All Stars
- King Alex
- The Mo City Jumpers
- D.C. Bellamy
- Fast Johnny
- Noah Earle
- Blues Notions
- James Gilbert
- Nouba
- Adam Wyatt